# Gare de Saulon
Gare de Saulon vasútállomás Franciaországban, Saulon-la-Chapelle településen.

## Vasútvonalak
Az állomást az alábbi vasútvonalak érintik:
- Dijon-Ville-Saint-Amour-vasútvonal

## Kapcsolódó állomások
A vasútállomáshoz az alábbi állomások vannak a legközelebb:
- Ouges railway station
- Gare de Longecourt